# Sergej Polonskij
Sergej Jur'eviċ Polonskij, in russo Сергей Юрьевич Полонский? (Leningrado, 1º dicembre 1972), è un imprenditore russo.
Proprietario e Amministratore delegato dal 2004 fino al 2011, in una delle più grandi società immobiliari russe, il "Gruppo Mirax". Da marzo 2011 è azionista e investitore in un certo numero di strutture commerciali, raccolte nell'ambito di OOO «Nazvanie.net». Dal 1º dicembre 2011 la società è stata rinominata «Potok∞» («Flusso infinito»). Al giorno d'oggi è primo vicepresidente dell'Associazione dei costruttori russi.
È noto al grande pubblico per le sue azioni stravaganti e straordinarie. Nell'ottobre 2011, Polonskij è stato segnalato dalla rivista Forbes come uno dei 9 imprenditori russi più insoliti – pazzi, stravaganti ed eccentrici.

## Biografia

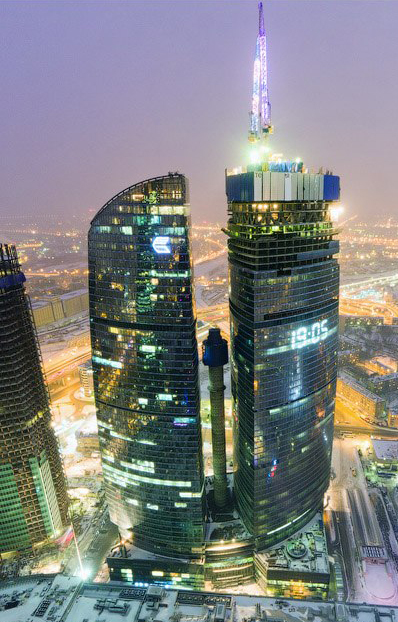
La Torre "Federazione" (gennaio 2012)

Sergej Polonskij ha studiato presso una delle scuole del distretto Pietrogrado. Nel 1984 si è trasferito con la famiglia in Ucraina, nella cittadina Horlivka, dove si è diplomato al liceo nel 1989. Ha svolto il servizio militare nelle file delle Forze Aeree dal 1990 al 1992, nel 21-esimo reggimento d'assalto aereo, di stanza a Kutaisi, alla batteria di missili anti-aerei Zu-23-2. Durante il conflitto armato tra Ossezia del Sud e la Georgia, il suo reggimento era di stanza nella zona di combattimento, nel Tskhinvali.
Nel 1991, Sergej Polonskij ha deciso di entrare nel mondo degli affari. Insieme al suo amico Artur Kirilenko ha iniziato a vendere gelati, bacche, frutti e Herbalife. Le attività professionali nel campo della costruzione e dello sviluppo sono iniziate nel 1994, quando ha fondato e amministrato con Kirilenko e Natalia Pavlova a San Pietroburgo la compagnia di costruzione e finisaggio "Stroymontazh". La compagnia si è sviluppata intensamente e dopo aver conquistato una posizione di leadership a San Pietroburgo, è entrata nel mercato delle costruzioni di Mosca nel 2000.
Nel 2000 si è laureato all'Università di San Pietroburgo in Architettura e Ingegneria Civile. Ha ricevuto una laurea in economia e management, specialità "Economia e Gestione delle costruzioni". Nel 2002 ha difeso la sua tesi su "La formazione di strategie di logistica funzionale nel settore delle costruzioni."
Membro del consiglio di amministrazione della società "Gruppo Mirax", il quale ha costruito i complessi residenziali "Corona" e "Golden Keys - II», il business center «Europe-Building». Il complesso residenziale "Chiavi d'Oro 2" è diventato il secondo progetto a Mosca, realizzato dal team di Polonskij, che ha implementato il concetto di un confortevole soggiorno "città nella città" con l'aggiunta di grattacieli residenziali e anche un villaggio chalet chiamato "Y". Inoltre, la società ha avviato la creazione di centri commerciali «Pollars» e «Europa Costruzione». Nel 2002-2007 la società ha iniziato la costruzione di complessi residenziali "House on Taganka", "Kutuzov Riviera", "Mirax Park" e il complesso multifunzionale "Federazione", situato nel Moscow International Business Center Moscow City e il riconoscimento dei migliori edifici del mondo versione della Associazione Internazionale di FIABCI.
Durante la crisi finanziaria, iniziata nel 2008, la costruzione di progetti della società sono stati sospesi.
Nel febbraio 2011, la Cassa di risparmio della Russia ha deciso di fornire credito Mirax Group in 373 milioni di dollari in 6 anni. 3 mar 2011 in una conferenza stampa Polonskij ha annunciato la decisione del Consiglio di Amministrazione di marca "Mirax Group" per l'eliminazione di "Mirax", promettendo che siano soddisfatte tutte le passività del Gruppo per la costruzione di strutture e rimborso del debito. Nel maggio 2011, il lavoro nei cantieri, sono stati rinnovati.
6 luglio 2012 Polonskij, sotto il patto parasociale, ha comprato la quota di azionisti di minoranza Potok, ed è diventato proprietario di 100% delle azioni della società Potok8.

### Attivismo
Polonskij in tempi diversi ed è stato membro di un certo numero di enti pubblici: il Consiglio di imprenditorialità presso il sindaco di Mosca e il governo (2001 al 2005), le organizzazioni dei datori di lavoro "Business Russia" (2001 al 2010). Nel 2003 è stato eletto vicepresidente dell'Accademia Russa di business e dell'imprenditorialità (RABIP).
Nel 2004 è stato eletto vicepresidente della associazione pubblica di manager professionisti "Club Internazionale dei migliori gestori della nuova era." Nel 2005, è stato uno dei fondatori della russa Builders Association e attualmente ricopre la carica di suo primo vicepresidente.

## Gruppo Mirax
"Gruppo Mirax" (Gruppo Inglese Mirax) - Investimento e società di sviluppo con sede a Mosca. Tra le cinque maggiori società immobiliari in Russia. Le principali attività di Mirax Group: sviluppo (residenziali e immobili commerciali), gestione e vendita di immobili a Mosca e all'estero. Nel marzo 2011, il Consiglio di Amministrazione, presieduto da Sergej Polonskij ha deciso di chiudere l'esistenza del marchio Mirax, dopo che tutta la struttura della società passò sotto il controllo di originale «Nazvanie.net», e più tardi - «Potok∞», in italiano:«Il flusso di infinito».

## Titoli e premi
- Insignia “costruttore onorario della Russia".
- Il premio "Building Olympus - 2002" nella categoria personale "associazioni edilizie Testa anello chiuso."
- Nominato a una medaglia d'oro, un diploma e un segno personale d'onore dell'Associazione francese per la Promozione dell'Industria Nazionale, in francese: Société d'Encouragement pour l'Industrie Nationale, SPI.

## Iniziative educative
- Nel 2002 è stato eletto senatore e presidente della Junior Chamber International (JCI).
- Nel marzo 2008, ha rifiutato di difendere la sua tesi di dottorato in fronte alla Commissione Superiore dell'Attestazione e ha organizzato una difesa pubblica nel suo blog.
- Ha spesso condotto lezioni di master per gli studenti dell'Università Statale di Mosca, MGIMO, HSE, MFPA e altre università, e anche davanti ai dipendenti di Nazvanie.NET. Gli incontri di solito erano centrati sull'imprenditorialità, lo sviluppo personale e le strategie di successo nel mondo degli affari.
- Dall'anno scolastico 2009-2010 è stato il capo del reparto "Gestione di sviluppo" aperto su base contrattuale con la finanziaria e industriale Academy di Mosca (MFPA) per la formazione mirata di giovani professionisti nell'interesse delle imprese di costruzione.

## Atti straordinari e detti

### Polonskij e lo spazio
Nel 2004, Sergej Polonskij si stava preparando a fare un volo spaziale alla ISS come turista e ha completato il programma di formazione degli astronauti, ma il volo non ha avuto luogo a causa del fatto che la richiesta è stata respinta per motivi medici. Gli esperti IBMP hanno concluso che l'altezza e il peso Polonskij "supera lo standard accettato, e quindi può essere difficile l'uso della tuta e della culla della nave." Secondo informazioni non ufficiali, il rifiuto pottrebbe essere attribuito alla decisione del capo di RSC "Energia", Yuri Semenov e al fatto che Roscosmos non era in grado di garantire il rimborso del pagamento in caso di cancellazione del volo verso la ISS.

### Il divieto di utilizzo dei fax
Nell'estate del 2008, un ordine è stato emesso da Polonskij della "Sul divieto di utilizzo di fax", che è stato successivamente integrato con l'azione dimostrativa distruzione di un apparecchio fax. Iniziatore dell'azione detto in questo modo: "Non voglio che la mia azienda utilizzi una tecnologia arretrata. Tutti i fax Mirax gettati nella spazzatura. E non influenza l'efficienza - al contrario, aumenta".

### Previsione della crisi
Nel 2008, il primo di sviluppatori Polonskij ha riconosciuto che la crisi finanziaria globale è arrivata sul mercato immobiliare russo. Secondo Anton Chernigov, l'autore dell'articolo "L'iniziativa Polonskij" in "Business Journal", "i suoi concorrenti continuavano a sostenere con fervore che gran parte del settore immobiliare nel paese semplicemente non era in pericolo. Ma solo un paio di mesi dopo, hanno dovuto riprendersi le sue parole, e sospendere in fretta i loro progetti per rattoppare il buco finanziario. "

### "Mi mangerò la cravatta"
10 ottobre 2008 Polonskij ha annunciato che si mangera la cravatta se i prezzi degli appartamenti di lusso non aumentera di 25% in un anno e mezzo. Polonskij si è sbagliato nelle previsioni di sei mesi, e il 31 maggio 2011, ha davvero mangiato un pezzo della sua cravatta durante il show televisivo "Minayev LIVE» condotto da Sergej Minayev.

### "Chi non ha un miliardo, può andare quel paese!"
Nella primavera del 2008, sei mesi prima della crisi, Polonskij ha richiamato l'attenzione del pubblico, dicendo pubblicamente in un ricevimento privato: "Chi non dispone di un miliardo, può andare a quel paese". Esistono diverse versioni di ciò che è accaduto. In una versione, questa frase è apparsa alla fine di un aneddoto narrato Polonskij, sentito da un passante. Alcune delle persone presenti raccontano che così Polonskij scherzosamente ha slegato il "nodo gordiano" in risposta alla domanda chi lasciara entrare alla sua festa privata a Nizza, in quanto sono arrivati tre volte più uomini d'affari.

### "I dipendenti dovrebbero essere interessati"
"Nella nostra azienda non obbligghiamo nessuno, noi possiamo solo interessarvi" - così Polonskij spiega ai manager perché è necessario partecipare nei corsi di formazione e nei seminari.

## Conflitto con il banchiere Lebedev
Il 16 settembre 2011 durante il teleshow NTVshniki, Polonskij si scontrò con il banchiere e co-proprietario di "Novaya Gazeta" Alexander Lebedev. Il conflitto è sorto quando Polonskij ha detto: "Qui siede un pilota (indicando Lebedev), e qui un pollaio (indicando un altro partecipante al programma, Sergei Lisowski). Sono stanco, sinceramente, voglio solo colpirli in faccia." "Beh, provaci - ha suggerito Lebedev, alzandosi dalla sedia. Sei diventato matto, amico?" " Vuoi esperimentare? "- ha suggerito Sergej Polonskij. I presentatori hanno calmato gli ospiti, e Polonskij ha detto,"Questo uomo tre anni fa ha detto che la torre "Federazione... ", accennando al famoso episodio quando Lebedev ha sostenuto che la base della torre" Federazione " nel complesso “Moscow City " era piena di crepe. Allora il banchiere si è voltato verso Polonskij è l'ha colpito con il pugno. Polonskij ha pubblicato nel suo blog foto delle abrasioni sulla sua mano e dei Jeans strappati, chiedendo consiglio al presidente Dmitry Medvedev, al Primo Ministro Vladimir Putin e al patriarca di Mosca e della Russia, Kirill. Il 3 ottobre 2011 contro Lebedev è stato istigato un procedimento penale in base all'art. 213 paragrafo 1, del codice penale (teppismo motivato dall'odio politico), in accordo con la decisione presa dal Comitato Investigativo Russo dopo che Vladimir Putin in una riunione del Consiglio di Coordinamento del Fronte Popolare Russo, il 21 settembre 2011, ha descritto l'incidente come "teppismo".
Il 2 luglio 2013 il Tribunale Ostankino di Mosca tribunale ha condannato Lebedev a 150 ore di lavoro coatto per aver colpito Polonskij.

## La situazione con il complesso residenziale "Kutuzovkskaya Milya"
23 settembre alle 10:55 Polonskij nel suo LiveJournal ha scritto: "Trash come negli anni '90! Mentre cercavo di risolvere i problemi con Lebedev, i predoni hanno attaccato Kutuzovskaya Milya! Sto arrivando". Il personale di PSE "Knights-R", agendo su ordini di JSC" FCSR "(" Centro Federale per lo Sviluppo Sociale "), che è controllata da Arkady e Boris Rotenberg, hanno cercato di prendere il controllo sul cantiere sulla base di una decisione del governo di Mosca, che si trova in loro possesso.
La costruzione del complesso residenziale "Kutuzovkskaya Milya" avviene sulla base del contratto stipulato tra l'investitore generale del progetto, la società FCSR e il governo di Mosca, dal 2002. Nel 2005, la compagnia LLC "Avanta" (membro della società Mirax Group) è stata coinvolta in qualità di investitore nel. Secondo la versione di Polonskij, questa azienda ha investito nel progetto circa 2,5 miliardi di rubli (secondo la querela - 2,5 miliardi di rubli e 1,5 miliardi di rubli in interessi per l'utilizzo dei fondi). Più tardi, tuttavia, in relazione alla liquidazione di Mirax Group, il contratto con il governo di Mosca è stato resciso nel gennaio 2010, mentre la costruzione si è praticamente fermata già nel marzo 2009 (secondo Polonskij a causa delle controversie tra FCSR e Mirax Group). Poco prima dei tentativi di ottenere controllo sulla struttura, LLC "Avanta" ha concordato con MSM-5 il completamento della costruzione. Tuttavia, FCSR ha dichiarato in parallelo le sue intenzioni analoghe, dichiarando investimenti in valore di 180 milioni. Polonskij ha anche cercato attraverso i tribunali di recuperare da FCSR il denaro reale investire per i lavori sulla base del contratto. Nel settembre 2011, il governo di Mosca ha firmato un contratto con FCSR.
In segno di protesta contro le azioni delle autorità di Mosca Polonskij ha dichiarato lo sciopero della fame, pur continuando a rimanere giorno e notte di guardia nel cantiere.
Su iniziativa degli azionisti in settembre 2012 Direzione investigativa centrale del Ministero degli Interni di Mosca ha aperto un procedimento penale contro ignoti "dipendenti" della società Mirax Group. Più tardi Sergej Polonskij divenne imputato e le autorita russe l'hanno dichiarato nella lista dei ricercati internazionali.
Secondo gli inquirenti, nel 2007-2008 la gestione di Mirax Group ha avviato la conclusione dei "contratti preliminari di vendita di appartamenti" nel nuovo complesso residenziale "Kutuzovkskaya Milya". Questi contratti, come si è scoperto, non erano coerenti in tutti i dettagli con il progetto approvato, la documentazione e la legge che regola la costruzione condivisa. Secondo l'indagine Mirax Group ha raccolto 5,7 miliardi di rubli dai co-investitori in "Kutuzovkskaya Milya", mentre la società di Polonskij ha investito 2,5 miliardi in questo progetto.
Attualmente FCSR sta completando la costruzione del complesso residenziale "Kutuzovkskaya Milya" autonomamente, avendo già completato e venduto il blocco 2ABV, avendo quasi completato i blocchi 13 e 14, e presto il lavoro nel blocco 18 riprendera.

## Arresto in Cambogia
Alla fine del 2012, Polonskij e altri due russi - Alexandr Karachinskij e Konstantin Baglaj sono stati arrestati dalla polizia Cambogiana, con accuse di aver imprigionato il capitano e i marinai locali su una nave di proprietà di Polonskij, e di averli poi gettati in mare vicino alla spiaggia. Baglaj e Karachinskij sono stati rilasciati poco tempo più tardi. Il 3 aprile 2013 Polonskij è stato rilasciato dal carcere dopo un soggiorno di tre mesi nella con cauzione e in libertà vigilata. Secondo i media, un paio di giorni dopo Polonskij e fuggito dalla Cambogia prima in Svizzera e poi in Israele, dove ha fatto appello alle autorità di concedergli la cittadinanza, perché lui e ebreo, come suo padre. Tuttavia, il 12 settembre 2013 il suo avvocato, Diana Tatosova, ha dichiarato che Polonskij ha tuttavia ottenuto un passaporto Cambogiano.

## Accuse di frode
Il 14 giugno 2013 il Comitato Investigativo della Federazione Russa ha accusato Polonskij in absentia di frode, il furto di 5,7 miliardi di rubli. A Tver Corte distrettuale di Mosca, su richiesta della RFIC ha emesso una sentenza in contumacia contro la misura preventiva elezioni Polonskij – detenzione.
Il 13 agosto 2013 era nella lista dei ricercati internazionali.
Il 5 novembre 2013 sul sito dell'"Interpol" nel sezione "Ricercati" è stata pubblicata la fotografia e i dati personali di Polonskij. C'è anche affermato che Polonskij accusato di frode su larga scala.
Il 11 novembre è stato arrestato dalle autorità Cambogiane, ed è stato trasferito nel carcere di massima sicurezza Prey Sar, nella periferia di Phnom Penh.
Il 13 gennaio 2014 è stato rilasciato, siccome il giudice non ha trovato motivi per la sua estradizione in Russia.

## Vita personale
Polonskij è sposato con Olga Deripasko secondo il rito civile.
Ha tre figli con l'ex moglie Yulia Drynkina, istruttrice di yoga: le figlie Marusya e Aglaia, e il figlio Mirax, che Polonskij ha battezzato in onore della sua società.